# Kazimierz Szwykowski (zm. w lub po 1830)
Kazimierz Szwykowski (zm. w lub po 1830) – sekretarz Stanisława Pawła Jabłonowskiego, polskiego posła w Berlinie, i jego zastępca od października 1791 do marca 1792, członek Komisji Skarbu Litewskiego od 1794, członek Komitetu Skarbu Komisji Rządu od 1812, prezydent wileńskiego sądu apelacyjnego.
Był synem Bernarda Szwykowskiego i Anny z Karasiów. Poślubił Mariannę z Abramowiczów.
Dzieci: Kazimierz, Franciszek, Leon, Stanisław, Julia, Barbara, Marianna.